# カイロの紫のバラ
『カイロの紫のバラ』（The Purple Rose of Cairo）は、1985年のアメリカ映画。監督はウディ・アレン。劇中劇「カイロの紫のバラ」の登場人物トムと、トム役を演じる俳優のギルの二役をジェフ・ダニエルズが演じている。

## あらすじ
舞台は1930年代、大恐慌の最中にあるアメリカ・ニュージャージー州。セシリア（ミア・ファロー）はウェイトレスをして、失業中の暴力亭主モンク（ダニー・アイエロ）との生活を支えている。惨めな生活と愛のない結婚から逃避するために通い詰めていた映画館で、セシリアは上映中の映画「カイロの紫のバラ」に夢中になる。
ある時、「カイロの紫のバラ」の登場人物であるトム（ジェフ・ダニエルズ）が上映中に第四の壁を破ってセシリアに話しかけ、白黒のスクリーンからカラフルな現実の世界へ現れる。トムが抜け出した映画はストーリーが進まなくなってしまい、苦情を受けた「カイロの紫のバラ」の制作陣は事態の収拾のため、トムを演じた俳優ギル・シェパード（ジェフ・ダニエルズ）と共にニュージャージーにやってくる。
探検家で詩人のトムは「君と現実で恋がしたい」とセシリアの手を取り、二人はロマンチックな一時を過ごす。一方でトムを追うギルもまたセシリアと出会い、映画について二人で語らううちに心惹かれていき、トムとギルとセシリアは普通ではない三角関係を築く。
エンディングでは、ギルはセシリアに駆け落ちを申し込み、それを受けたセシリアはトムに映画の世界に戻るよう諭す。トムが戻った「カイロの紫のバラ」のフィルムは制作陣に回収され、二度と同じ事が起こらないよう焼却処分が決まる。セシリアはモンクに積年の鬱憤をぶつけ、荷物をまとめてギルとの待ち合わせ場所へと向かうが、ギルはセシリアを見捨て既にハリウッドに戻ってしまっていた。
恋人も仕事も家庭も失ったセシリアは、映画館の席について『トップ・ハット』のフレッド・アステアとジンジャー・ロジャースのダンスを見つめている。自分の悲惨な状況を忘れ、映画の世界に魅了されるセシリアを映し映画は幕を閉じる。

## キャスト
| シシリア                          | ミア・ファロー           | 高島雅羅                                                                                            |
| トム・バクスター/ギル・シェパード | ジェフ・ダニエルズ       | 富山敬                                                                                              |
| モンク                            | ダニー・アイエロ         | 島香裕                                                                                              |
| シシリアの妹                      | ステファニー・ファロー   | 弘中くみ子                                                                                          |
| 映画館の館主                      | アーヴィング・メッツマン | 大山高男                                                                                            |
| ダイナーの店主                    | デヴィッド・キーサーマン | 小関一                                                                                              |
| オルガ                            | カミーユ・サヴィオラ     | 竹口安芸子                                                                                          |
| エマ                              | ダイアン・ウィースト     | さとうあい                                                                                          |
| ＜『カイロの紫のバラ』出演者＞    |                          | |
| ヘンリー                          | エドワード・ハーマン     | 小島敏彦                                                                                            |
| ジェイソン                        | ジョン・ウッド           | 石井敏郎                                                                                            |
| リタ                              | デボラ・ラッシュ         | 小宮和枝                                                                                            |
| ラリー                            | ヴァン・ジョンソン       | 塚田正昭                                                                                            |
| 伯爵夫人                          | ゾーイ・コールドウェル   | 竹口安芸子                                                                                          |
| キティ・ヘインズ                  | カレン・エイカーズ       | さとうあい                                                                                          |
| ドネリー神父                      | ミロ・オーシャ           | 加藤正之                                                                                            |
| 不明 その他                       |                          | 藤本譲 田原アルノ 峰恵研 片岡富枝 巴菁子 鳳芳野 広瀬正志 秋元洋介 伊井篤史 深見梨加 沢りつお 稲葉実 |
|                                   |                          | |
| 演出                              | 演出                     | 伊達康将                                                                                            |
| 翻訳                              | 翻訳                     | 井場洋子                                                                                            |
| 効果                              | 効果                     | リレーション                                                                                        |
| 調整                              |                          | |
| 制作                              | 制作                     | 東北新社                                                                                            |
| 解説                              | 解説                     | 岡本麻弥                                                                                            |
| 初回放送                          | 初回放送                 | 1989年7月1日 『ウィークエンドシアター』 25:45-27:30                                                 |

- 日本語吹替は2015年9月2日発売の『吹替の名盤』シリーズ ＜テレビ吹替音声収録＞DVDとHDニューマスター・エディションBlu-rayに収録。ノーカット。

トム・バクスター / ギル・シェパードには、当初は、アレンが出演作を気に入っていたマイケル・キートンがキャスティングされていた。アレンの監督作品ならと、割安な出演料で出演を引き受けたキートンだったが、後にアレンは、キートンがあまりにも現代的で、時代性を帯びた役に据えるのは難しいと思い始めた。10日間にわたって撮影を行なった末に、両者は友好的な合意の上で仕事を打ち切ることにし、キートンの代わりにダニエルズがこの役に据えられた。

## 撮影現場
トムとセシリアのシーンの多くはバートランドアイランド・アミューズメントパークで撮影されている。この施設は映画製作の前に閉鎖されていた。ニュージャージー州サウス・アムボイのラリタン・ディナーでも撮影された。

## 受賞
本作は英国アカデミー賞とセザール賞最優秀外国映画賞を受賞した。また『タイム』の「ALL-TIME 100 best films」にも選ばれた。

## 関連作品
- キネマと恋人 - 2016年に世田谷パブリックシアターで上演された舞台作品。脚本と演出を担当したケラリーノ・サンドロヴィッチが本作を翻案して製作[3]。